# (36093) 1999 RA103
1999 أر أي 103 (ويعرف أيضًا باسم (36093) 1999 أر أي 103 وفق تسمية الكوكب الصغير) (بالإنجليزية: 1999 RA103)‏ هو كويكب ضمن حزام الكويكبات؛ وترتيبه 36093 من حيث الاكتشاف.
اكتُشف هذا الجُرم الفلكي بواسطة بحث لنكولن عن الكويكبات القريبة من الأرض في 8 سبتمبر 1999.

## وصلات خارجية
- (36093) 1999 RA103 في قاعدة بيانات مختبر الدفع النفاث لأجرام النظام الشمسي الصغيرة

- الاكتشاف · مخطط المدار ·  العناصر المدارية · المعلمات المادية

- (36093) 1999 RA103 على موقع ويكي سكاي: DSS2, SDSS, GALEX, IRAS, Hydrogen α, X-Ray, Astrophoto, Sky Map, Articles and images